# Sinoutskerke
Sinoutskerke is een gehucht in de gemeente Borsele in de provincie Zeeland. In 1930 had het gehucht 41 inwoners. In de kerk is op zondag 13 februari 1906 nog een laatste dienst gehouden, later in dit jaar zijn toren en kerk afgebroken en is slechts het kerkhof overgebleven. Sinoutskerke is historisch verbonden aan Baarsdorp, eerst als heerlijkheid en later als gemeente. Deze gemeente ging in 1816 op in de gemeente 's-Heer Abtskerke.

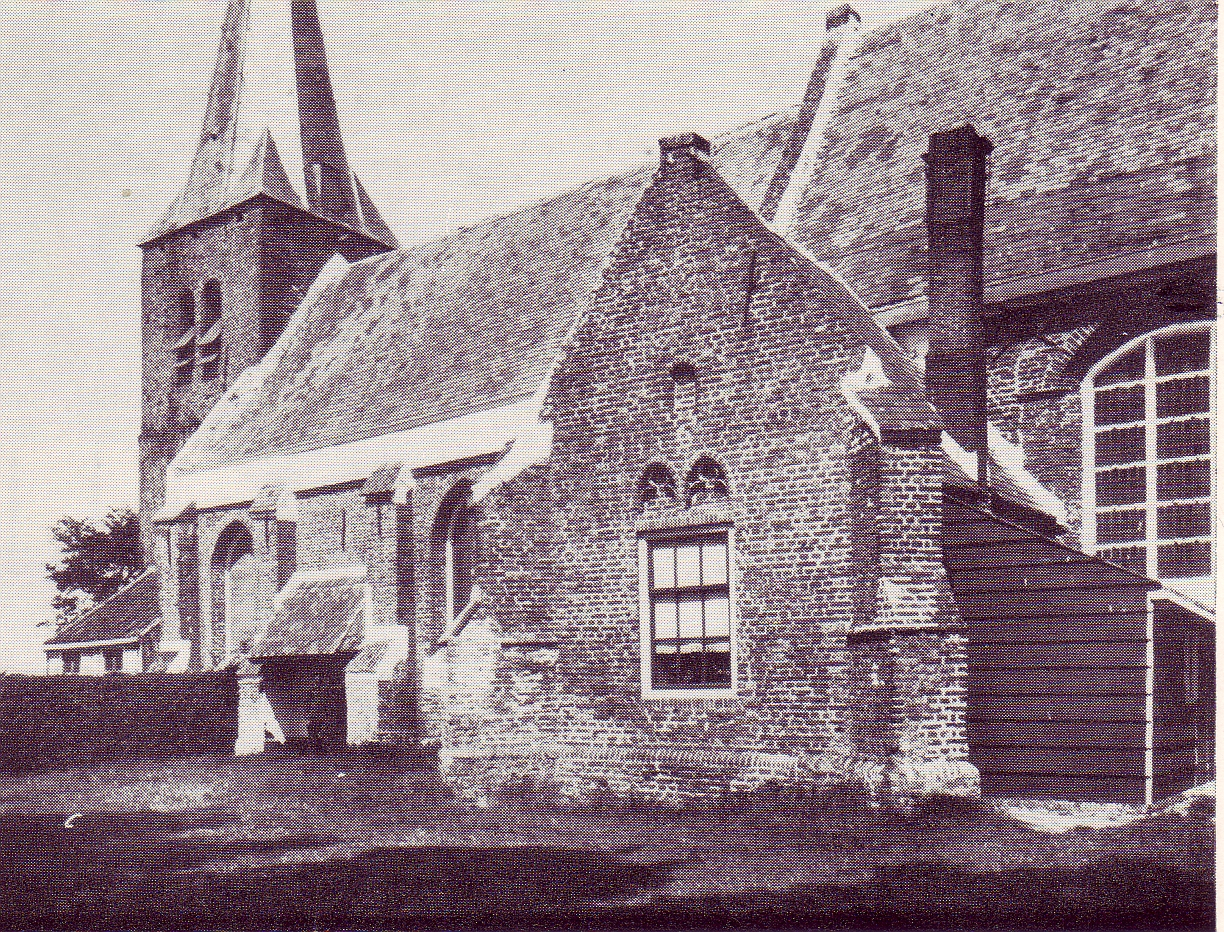
Kerk Sinoutskerke 1887

## Bezienswaardigheden
De vliedberg van Sinoutskerke.